# Campionati europei di ciclismo su strada 2009 - Gara in linea femminile Junior
La gara in linea femminile Junior dei Campionati europei di ciclismo su strada 2009 si è svolta il 5 luglio 2009 nei dintorni di Hooglede, in Belgio, su un percorso totale di 63,3 km. La medaglia d'oro è stata vinta dall'italiana Elena Cecchini con il tempo di 1h34'46" alla media di 40,07 km/h, argento all'olandese Laura van der Kamp e a completare il podio la francese Pauline Ferrand-Prévot.
Al traguardo 82 cicliste completarono la gara.

## Ordine d'arrivo (Top 10)
| Pos. | Corridore              | Squadra     | Tempo    |
| ---- | ---------------------- | ----------- | -------- |
| 1    | Elena Cecchini         | Italia      | 1h34'46" |
| 2    | Laura van der Kamp     | Paesi Bassi | a 1"     |
| 3    | Pauline Ferrand-Prévot | Francia     | s.t.     |
| 4    | Roxane Fournier        | Francia     | s.t.     |
| 5    | Melanie Woering        | Paesi Bassi | s.t.     |
| 6    | Rossella Callovi       | Italia      | s.t.     |
| 7    | Maria Grandt Petersen  | Danimarca   | a 3"     |
| 8    | Amy Pieters            | Paesi Bassi | s.t.     |
| 9    | Karolina Garczynska    | Polonia     | s.t.     |
| 10   | Eline De Roover        | Belgio      | a 6"     |